# Список правителей Тир Эогайн
Правители Тир Эогайна (Тирона) в 1185—1616 годах носили титул королей.
Правящей династией в королевстве был клан Кенел нЭогайн (ирл. Cenél nEógain) — клан, который к этому времени правил в королевстве Айлех. В X веке в клане Кенел Эогайн появились две новые ветви: Мак Лохлайнн (ирл. Mac Lochlainn) и О’Нейллы (ирл. Ó Néill). В 1241 году О’Нейллы отстранили от власти клан Мак Лохлайнн и стали править королевством самостоятельно. От О’Нейллов отделилась ветвь, основанная Аодом Буйде мак Домналлом Огом (ирл. Aedh Buidhe mac Domnaill Óg), потомки которого владели землями Клэндебой (ирл. Clandeboye).

## Список королей Тир Эогайн
(в скобках указаны годы правления)
- Домналл мак Аода мак Лохлайнн (ирл. — Domhnall mac Aodha Mac Lochlainn) (1185—1186, 1187—1188)
- Руайдри О’Флайбертайг (ирл. — Ruaidhri Ó Flaithbheartaigh) (1186—1187)
- Муйрхертах мак Муйрхертайг мак Лохлайнн (ирл. — Muircheartach mac Muircheartaigh Mac Lochlainn), сын Муйрхертаха Мак Лохлайнна (1188—1196)
- Аод Мейх мак Аода О’Нейлл (ирл. — Aodh Méith mac Aodha Ó Néill) (1196—1230), первый король из клана О’Нейлл (ирл. — Ua Neill (Ó Néill).
- Конхобар Бег мак Конхобайр мак Лохлайнн (ирл. — Conchobhar Beg mac Conchobhair Mac Lochlainn) (1201—1201)
- Ниалл Руада мак Аода О’Нейлл (ирл. — Niall Ruadh mac Aodha Ó Néill) (1230—1230)
- Домналл мак Муйрхертайг мак Лохлайнн (ирл. — Domhnall mac Muirchertaigh Mac Lochlainn), (1230—1230, 1234—1241), (последний король из клана Мак Лохлайнн королевства Тир Эогайн, все последующие короли были из клана О’Нейл), сын Муйрхертаха мак Муйрхертайга мак Лохлайнна
- Домналл Ог мак Аода Мейх О’Нейлл (ирл. — Domhnall Óg mac Aodha Méith Ó Néill) (1230—1234), сын Аода Майхе мак Аода О’Нейлл,
- Бриан мак Нейлл Руайд О’Нейлл (ирл. — Brian mac Néill Ruaidh Ó Néill) (1238—1260), верховный король Ирландии в 1258—1260.
- Аод Буйда мак Домнайлл Ог (ирл. — Aodh Buidhe mac Domhnaill Óg) (1260—1261, 1263—1283 (последний король Айлеха), сын Домналла Ога
- Ниалл Кулан мак Домнайлл Ог (ирл. — Niall Culanach mac Domhnaill Óg) (1261—1263 и второй 1286—1290; умер 1291), сын Домналла Ога и брат Аода Буйды
- Домналл мак Бриан О’Нейлл (ирл. — Domhnall mac Brian Ó Néill) (1283—1286, 1290—1291 и 1295—1325), сын Бриана Уа Нейлла
- Бриан мак Аода Буидне (ирл. — Brian mac Aodha Buidhe) (1291—1295), сын Аода Буйды
- Эйнри мак Бриайн мейк Аода Буидне (ирл. — Éinri mac Briain meic Aodha Buidhe) (1325—1345; умер 1347), сын Бриана мак Аоды Буйде
- Аод Реамайр Большой мак Домнайлл (ирл. — Aodh Reamhair (Aodh Mór) mac Domhnaill) (1345—1364), сын Домналламак Бриана и внук Бриана Уа Нейлла
- Ниалл Мор (Большой) мак Реамайр (ирл. — Niall Mór mac Aodha Reamhair) (1364 — также король Ольстера (Улада) с 1364 — свергнут 1397; умер в 1398), сын Аода Реамайра
- Ниалл Ог мак Нейлл (ирл. — Niall Óg mac Néill) (1397—1403), сын Ниалла Мора (Большого)
- Бриан Ог мак Нейлл (ирл. — Brian Óg mac Néill Óg) (1403), сын Ниалла Ога
- Домналл мак Эйнри Аймрейд (ирл. — Domhnall mac Éinri Aimhreidh) (1404—1410; 1414—1419; 1421—1432), сын Эйнри мак Бриана
- Эоган мак Нейлл Ог (ирл. — Eoghan mac Néill Óg) (1410—1414, 1419—1421, 1432—1455), умер 1456 году, сын Ниалла Ога
- Эйнри мак Эогайн (ирл. — Éinri mac Eoghain) (1455—1483; умер в 1484), сын и преемник Эогана мак Нейлла
- Конн Мор мак Эйнри (ирл. — Conn mac Éinri) (1483—1493), сын Эйнри мак Эогайна
- Эйнри Ог мак Эйнри (ирл. — Éinri Óg mac Éinri) (1493—1498), сын Эйнри мак Эогайна
- Домналл Кларах мак Эйнри (ирл. — Domhnall Clarach mac Éinri) (1498—1509), сын Эйнри Ога
- Арт мак Аода (ирл. — Art mac Aodha) (1509—1513)
- Арт Ог мак Куинн (ирл. — Art Óg mac Cuinn) (1513—1519), сын Конна Мора
- Конн Баках мак Куинн О’Нилл (ирл. — Conn Bacach mac Cuinn Ó Néill) (1519 — принял титул граф Тайрона (Тирона) в 1542—1558; умер 1559), сын Конна Мора
- Шон Доннгайлех ан Диомиус мак Куинн Бакайг (ирл. — Seán Donnghaileach (Seán an Diomuis mac Cuinn Bhacaigh) (ум. 21 июня 1567) (1559—1567), сын Конна Бакаха
- Тойрделбах Луйнех мак Нейлл Конналайг майк Айрт Ойг О'Нейлл (1532—1595) (ирл. — Toirdhealbhach Luineach mac Neill Chonnalaigh meic Airt Óig Ó Néill) (1567 — передал трон Аоду О’Нейллу (ирл. — Hugh O’Neill) в 1593), сын Ниалла Коннлаха (1519—1544) и внук и внук Конна Мора
- Аод Большой мак Феардорха О'Нейлл (ирл. — Aodh Mór mac Feardorcha Ó Néill) (ок. 1550 — 20 июля 1616) (1593 — бежал от английского террора 1607), сын Мэтью О’Нейлла (ум. 1558) и внук Конна О’Нейлла (ок. 1480—1559), 1-го граф Тирона.

Король Конн Баках (ирл. — Conn Bachach) в 1542 году принял титул короля Тир Эогайна, но потом отказался от него. Почему он это сделал и почему он это сделал без консультации с кланом Дербфине (ирл. — Derbfine) — непонятно.
В 1607 году королевство Тир Эогайн было аннексировано английской короной.